# Campeonato Europeu de Esportes Aquáticos de 1987
O Campeonato Europeu de Esportes Aquáticos de 1987 foi a 18ª edição do evento organizado pela Liga Europeia de Natação (LEN). A competição foi realizada entre os dias 16 e 23 de agosto de 1987, em Estrasburgo na França‎.

## Medalhistas

### Natação
Masculino
| Evento          | Ouro                                                                                    | Ouro     | Prata                                                                                   | Prata    | Bronze                                                                                           | Bronze   |
| 50 m Livre      | Jörg Woithe · Alemanha Oriental                                                         | 22.66    | Gennadi Prigoda · União Soviética                                                       | 22.73    | Stefan Volery · Suíça                                                                            | 22.75    |
| 100 m Livre     | Sven Lodziewski · Alemanha Oriental                                                     | 49.79    | Stéphan Caron · França                                                                  | 49.88    | Dirk Richter · Alemanha Oriental                                                                 | 50.35    |
| 200 m Livre     | Anders Holmertz · Suécia                                                                | 1:48.44  | Giorgio Lamberti · Itália                                                               | 1:48.68  | Michael Groß · Alemanha Ocidental                                                                | 1:49.02  |
| 400 m Livre     | Uwe Daßler · Alemanha Oriental                                                          | 3:48.95  | Rainer Henkel · Alemanha Ocidental                                                      | 3:49.28  | Thomas Fahrner · Alemanha Ocidental                                                              | 3:49.82  |
| 1500 m Livre    | Rainer Henkel · Alemanha Ocidental                                                      | 15:02.23 | Uwe Daßler · Alemanha Oriental                                                          | 15:02.30 | Stefan Pfeiffer · Alemanha Ocidental                                                             | 15:03.06 |
| 100 m Costas    | Sergei Zabolotnov · União Soviética                                                     | 56.06    | Frank Baltrusch · Alemanha Oriental                                                     | 56.40    | Frank Hoffmeister · Alemanha Ocidental                                                           | 56.71    |
| 200 m Costas    | Sergei Zabolotnov · União Soviética                                                     | 1:59.35  | Igor Polianski · União Soviética                                                        | 1:59.37  | Frank Baltrusch · Alemanha Oriental                                                              | 2:00.22  |
| 100 m Peito     | Adrian Moorhouse · Reino Unido                                                          | 1:02.13  | Dmitri Volkov · União Soviética                                                         | 1:02.43  | Gianni Minervini · Itália                                                                        | 1:02.63  |
| 200 m Peito     | József Szabó · Hungria                                                                  | 2:13.87  | Sergei Sokolovski · União Soviética                                                     | 2:14.97  | Adrian Moorhouse · Reino Unido                                                                   | 2:15.78  |
| 100 m Borboleta | Andrew Jameson · Reino Unido                                                            | 53.62    | Michael Groß · Alemanha Ocidental                                                       | 53.76    | Benny Nielsen · Dinamarca                                                                        | 54.08    |
| 200 m Borboleta | Michael Groß · Alemanha Ocidental                                                       | 1:57.59  | Benny Nielsen · Dinamarca                                                               | 1:57.74  | Vadim Yaroshchuk · União Soviética                                                               | 1:58.51  |
| 200 m Medley    | Tamás Darnyi · Hungria                                                                  | 2:00.56  | Vadim Yaroshchuk · União Soviética                                                      | 2:01.67  | Raik Hannemann · Alemanha Oriental                                                               | 2:02.30  |
| 400 m Medley    | Tamás Darnyi · Hungria                                                                  | 4:15.42  | József Szabó · Hungria                                                                  | 4:18.30  | Patrick Kühl · Alemanha Oriental                                                                 | 4:18.62  |
| 4x100 m Livre   | Alemanha Oriental · Dirk Richter · Thomas Flemming · Steffen Zesner · Sven Lodziewski   | 3:19.17  | Alemanha Ocidental · Peter Sitt · Michael Groß · Rolf-Dieter Maltzann · Thomas Fahrner  | 3:21.51  | União Soviética · Gennadiy Prigoda · Vladimir Shemetov · Venyamin Tayanovich · Vladimir Tkacenko | 3:21.14  |
| 4x200 m Livre   | Alemanha Ocidental · Peter Sitt · Rainer Henkel · Thomas Fahrner · Michael Groß         | 7:13.10  | Alemanha Oriental · Lars Hinneburg · Thomas Flemming · Steffen Zesner · Sven Lodziewski | 7:14.27  | Suécia · Tommy Werner · Michael Söderlund · Anders Holmertz · Markus Eriksson                    | 7:21.31  |
| 4x100 m Medley  | União Soviética · Igor Polyansky · Dmitry Volkov · Konstantin Petrov · Gennadiy Prigoda | 3:41.51  | Reino Unido · Neil Cochran · Adrian Moorhouse · Andy Jameson · Roland Lee               | 3:42.01  | Alemanha Oriental · Frank Baltrusch · Christian Poswiat · Thomas Dressler · Sven Lodziewski      | 3:43.90  |

Feminino
| Evento          | Ouro                                                                                     | Ouro    | Prata                                                                                 | Prata   | Bronze                                                                                      | Bronze  |
| 50 m Livre      | Tamara Costache · Roménia                                                                | 25.50   | Katrin Meißner · Alemanha Oriental                                                    | 25.65   | Christiane Pielke · Alemanha Ocidental                                                      | 25.88   |
| 100 m Livre     | Kristin Otto · Alemanha Oriental                                                         | 55.38   | Manuela Stellmach · Alemanha Oriental                                                 | 55.49   | Tamara Costache · Roménia                                                                   | 56.11   |
| 200 m Livre     | Heike Friedrich · Alemanha Oriental                                                      | 1:58.24 | Manuela Stellmach · Alemanha Oriental                                                 | 1:58.95 | Luminita Dobrescu · Roménia                                                                 | 2:00.87 |
| 400 m Livre     | Heike Friedrich · Alemanha Oriental                                                      | 4:06.39 | Astrid Strauß · Alemanha Oriental                                                     | 4:07.71 | Stela Pura · Roménia                                                                        | 4:09.65 |
| 800 m Livre     | Anke Möhring · Alemanha Oriental                                                         | 8:19.53 | Astrid Strauß · Alemanha Oriental                                                     | 8:32.24 | Judit Csabai · Hungria                                                                      | 8:37.71 |
| 100 m Costas    | Kristin Otto · Alemanha Oriental                                                         | 1:01.86 | Svenja Schlicht · Alemanha Ocidental                                                  | 1:02.21 | Kathrin Zimmermann · Alemanha Oriental                                                      | 1:02.55 |
| 200 m Costas    | Cornelia Sirch · Alemanha Oriental                                                       | 2:10.20 | Kathrin Zimmermann · Alemanha Oriental                                                | 2:12.23 | Svenja Schlicht · Alemanha Ocidental                                                        | 2:12.72 |
| 100 m Peito     | Silke Hörner · Alemanha Oriental                                                         | 1:07.61 | Manuela Dalla Valle · Itália                                                          | 1:09.66 | Sylvia Gerasch · Alemanha Oriental                                                          | 1:09.83 |
| 200 m Peito     | Silke Hörner · Alemanha Oriental                                                         | 2:27.49 | Ingrid Lempereur · Bélgica                                                            | 2:29.79 | Svetlana Kuzmina · União Soviética                                                          | 2:29.88 |
| 100 m Borboleta | Kristin Otto · Alemanha Oriental                                                         | 59.52   | Birte Weigang · Alemanha Oriental                                                     | 59.59   | Cathérine Plewinski · França                                                                | 59.89   |
| 200 m Borboleta | Kathleen Nord · Alemanha Oriental                                                        | 2:08.85 | Birte Weigang · Alemanha Oriental                                                     | 2:09.60 | Stela Pura · Roménia                                                                        | 2:11.56 |
| 200 m Medley    | Cornelia Sirch · Alemanha Oriental                                                       | 2:15.04 | Daniela Hunger · Alemanha Oriental                                                    | 2:15.27 | Noemi Lung · Roménia                                                                        | 2:15.84 |
| 400 m Medley    | Noemi Lung · Roménia                                                                     | 4:40.21 | Elena Dendeberova · União Soviética                                                   | 4:42.62 | Kathleen Nord · Alemanha Oriental                                                           | 4:44.09 |
| 4x100 m Livre   | Alemanha Oriental · Manuela Stellmach · Heike Friedrich · Kristin Otto · Katrin Meissner | 3:42.58 | Países Baixos · Marianne Muis · Diana van der Plaats · Mildred Muis · Karin Brienesse | 3:46.49 | Alemanha Ocidental · Stephanie Bofinger · Svenja Schlicht · Christiane Pielke · Karin Seick | 3:46.49 |
| 4x200 m Livre   | Alemanha Oriental · Manuela Stellmach · Heike Friedrich · Astrid Strauss · Anke Möhring  | 7:55.47 | Roménia · Luminița Dobrescu · Stela Pura · Anca Patrascoiu · Noemi Lung               | 8:09.15 | Alemanha Ocidental · Svenja Schlicht · Heike Höller · Julia Lebek · Birgit Schulz-Lohberg   | 8:09.89 |
| 4x100 m Medley  | Alemanha Oriental · Kristin Otto · Silke Hörner · Birte Weigang · Manuela Stellmach      | 4:04.05 | Itália · Lorenza Vigarani · Manuela Dalla Valle · Ilaria Tocchini · Silvia Persi      | 4:10.04 | Alemanha Ocidental · Svenja Schlicht · Britta Dahm · Susanne Schuster · Christiane Pielke   | 4:10.92 |

### Nado sincronizado
Feminino
| Evento | Ouro                                     | Ouro    | Prata                             | Prata   | Bronze                                           | Bronze  |
| Solo   | Muriel Hermine · França                  | 188.700 | Alexandra Worisch · Áustria       | 182.467 | Karin Singer · Suíça                             | 179.067 |
| Dueto  | França · Muriel Hermine · Karine Schuler | 184.608 | Suíça · Edith Boss · Karin Singer | 178.343 | União Soviética · Irina Chukova · Tatiana Titova | 176.642 |
| Equipe | França                                   | 178.487 | União Soviética                   | 177.373 | Suíça                                            | 172.975 |

### Saltos Ornamentais
Masculino
| Evento          | Ouro                                | Ouro   | Prata                          | Prata  | Bronze                                | Bronze |
| Trampolim 3 m   | Albin Killat · Alemanha Ocidental   | 663.18 | Niki Stajkovic · Áustria       | 647.25 | Alexandr Gladchenko · União Soviética | 621.60 |
| Plataforma 10 m | Georgi Chogovadze · União Soviética | 618.48 | Jan Hempel · Alemanha Oriental | 596.64 | Arsen Dzhavadian · União Soviética    | 578.37 |

Feminino
| Evento          | Ouro                              | Ouro   | Prata                                  | Prata  | Bronze                           | Bronze |
| Trampolim 3 m   | Daphne Jongejans · Países Baixos  | 525.76 | Marina Babkova · União Soviética       | 518.88 | Brita Baldus · Alemanha Oriental | 513.42 |
| Plataforma 10 m | Elena Miroshina · União Soviética | 475.50 | Anzhela Stasiulevich · União Soviética | 433.68 | Silke Abicht · Alemanha Oriental | 408.09 |

### Polo Aquático
| Evento    | Ouro            | Prata      | Bronze |
| Masculino | União Soviética | Iugoslávia | Itália |
| Feminino  | Países Baixos   | Hungria    | França |

## Quadro de medalhas
| Ordem | País               | Medalha de ouro | Medalha de prata | Medalha de bronze | Total |
| ----- | ------------------ | --------------- | ---------------- | ----------------- | ----- |
| 1     | Alemanha Oriental  | 18              | 13               | 10                | 41    |
| 2     | União Soviética    | 6               | 9                | 6                 | 21    |
| 3     | Alemanha Ocidental | 4               | 4                | 9                 | 17    |
| 4     | Hungria            | 3               | 2                | 1                 | 6     |
| 5     | França             | 3               | 1                | 2                 | 6     |
| 6     | Roménia            | 2               | 1                | 5                 | 8     |
| 7     | Reino Unido        | 2               | 1                | 1                 | 4     |
| 8     | Países Baixos      | 2               | 1                | 0                 | 3     |
| 9     | Suécia             | 1               | 0                | 1                 | 2     |
| 10    | Itália             | 0               | 3                | 2                 | 5     |
| 11    | Áustria            | 0               | 2                | 0                 | 2     |
| 12    | Suíça              | 0               | 1                | 3                 | 4     |
| 13    | Dinamarca          | 0               | 1                | 1                 | 2     |
| 14    | Bélgica            | 0               | 1                | 0                 | 1     |
| 14    | Iugoslávia         | 0               | 1                | 0                 | 1     |
| Total | Total              | 41              | 41               | 41                | 123   |